# (4981) Sinyavskaya
(4981) Sinyavskaya (1974 VS) – planetoida z pasa głównego asteroid okrążająca Słońce w ciągu 4,88 lat w średniej odległości 2,88 j.a. Odkryta 12 listopada 1974 roku.